# Stephanie Balduccini
Stephanie Balduccini (São Paulo, 20 de setembro de 2004) é uma nadadora brasileira. Nos 100m livres, terminou em 6º lugar no Mundial de 2024, e obteve a prata nos Jogos Pan-Americanos de 2023.

## Biografia
Ela é filha de Natalie, uma descendente de britânicos nascida no Brasil, e Bruno. Ambos a matricularam na escola inglesa St Paul’s School Brazil, quando criança, então a primeira língua que ela aprendeu foi o inglês, não o português, que ela mais tarde dominou.Começou a carreira no Clube Paineiras do Morumby, ainda criança. Sua primeira experiência internacional veio em 2019, com a disputa do Campeonato Sul-Americano Juvenil. Em 2021, Stephanie ganhou o prêmio Sportswoman of the Year pela St Paul’s.
Atualmente, Stephanie é estudante de marketing na University of Michigan onde também realiza seus treinos de natação e quem representa em competições universitárias. Em competições profissionais, representa a Universidade Santa Cecília.
Se destacou ao vencer a prova dos 50 metros livre, no Chile.
No Troféu Brasil de Natação de 2020, venceu a prova dos 50m livre no formato de skins.
Em abril de 2021 disputou a seletiva olímpica para os 100 metros livre, ficando à frente de nadadoras com experiência olímpica, como Etiene Medeiros e Daynara de Paula. Ela nadou a prova obtendo o tempo de 55s03, que seria suficiente para uma medalha de prata no Mundial Europeu Júnior de 2021.  A marca lhe deu o direito de participar da tomada de tempo para o revezamento 4x100m livre. O quarteto formado por Larissa Oliveira, Ana Carolina Oliveira, Etiene Medeiros e Stephanie Balduccini fez o tempo de 3min38s59. Em junho de 2021, a Federação Internacional de Natação confirmou a presença do Brasil no revezamento 4x100m livre dos Jogos Olímpicos, em Tóquio.

### Jogos Olímpicos de 2020
Nos Jogos Olímpicos de Verão de 2020 em Tóquio, a equipe brasileira do 4x100m livre fez 3m39s19, terminando em sexto na bateria e fora da final. Balduccini fechou o revezamento com a parcial de 54s06, a melhor da equipe.Com 16 anos completos em 2021, Stephanie foi a nadadora brasileira mais jovem desde Ricardo Prado, que disputou os Jogos Olímpicos de Verão de 1980, em Moscou, com 15 anos.

### 2022–24
Em abril de 2022, ela bateu seu recorde pessoal, com a marca de 1m57s77, para vencer os 200m livres femininos no Troféu Brasil, um tempo próximo ao recorde sul-americano (1m57s28 obtidos por Manuella Lyrio). Ela também obteve a marca de 54s64 nos 100m livres (perto do recorde sul-americano de 54s03 de Larissa Oliveira). 
Aos 17 anos de idade, no Campeonato Mundial de Esportes Aquáticos de 2022, realizado em Budapeste, Hungria, participando do revezamento brasileiro 4x100m livre, formado por Ana Carolina Vieira, Giovanna Diamante, Balduccini e Giovana Reis, ela terminou em 6º lugar com o tempo de 3m38s10. Esta foi a primeira vez que o Brasil classificou um revezamento feminino para uma final de Campeonato Mundial de Esportes Aquáticos desde 2009, e a melhor colocação do país nesta prova em mundiais em todos os tempos.  Ela se tornou a primeira brasileira a fazer um tempo abaixo de 54 segundos no revezamento 4x100 livre feminino. Nos 200m livre, classificou-se para as semifinais em 8º lugar, com o tempo de 1m57s81.  Nas semifinais, ela terminou em 12º lugar, com o tempo de 1m57s54, sua melhor marca pessoal, a 0,26 s do recorde sul-americano, e a melhor colocação da história do Brasil nesta prova em Mundiais. Nos 100m livre, classificou-se para as semifinais em 15º lugar, com o tempo de 54s48.  Nas semifinais, ela terminou em 10º lugar, com o tempo de 54s10, seu melhor tempo pessoal, a 0,07 s do recorde sul-americano e a melhor colocação da história do Brasil nesta competição em Campeonatos Mundiais.  Na prova do revezamento 4 x 200 m livres, o time brasileiro formado por Balduccini, Giovanna Diamante, Aline Rodrigues e Maria Paula Heitmann terminou em 6º lugar com o tempo de 7m58s38. Esta foi a melhor colocação do Brasil nesta prova no Mundial em todos os tempos.  No revezamento 4 x 100 m livre misto, ela terminou em 6º lugar na final, junto com Gabriel Santos, Vinicius Assunção e Giovanna Diamante, quebrando o recorde sul-americano recorde e igualando a melhor marca do Brasil obtida em 2015.  No revezamento 4 x 100 m medley misto, ela terminou em 9º junto com Guilherme Basseto, João Gomes Júnior e Giovanna Diamante. Ela também terminou em 19º nos 200 m medley.
No Campeonato Mundial de Natação em Piscina Curta de 2022, realizado em Melbourne, Austrália, no Revezamento 4 × 200 m livre, ela quebrou o recorde sul-americano com o tempo de 7m48s42, ao lado de Giovanna Diamante, Gabrielle Roncatto e Aline Rodrigues. O revezamento do Brasil terminou em 7º na final. Ela também terminou em 8º na final do Revezamento misto 4 × 50 metros livre, 9º no Revezamento 4 × 100 metros livre feminino, 16º no 100 metros livre e no 200 metros livre, 20º nos 100 metros medley, 25º nos 200 metros medley e 28º nos 50 metros livre.
No Campeonato Mundial de Esportes Aquáticos de 2023 realizado em Fukuoka, Japão, ela teve uma participação abaixo do esperado, mas chegou às semifinais dos 100 m livres, terminando em 13º lugar. Ela também chegou à final do Revezamento 4 × 200 metros livre feminino, terminando em 8º lugar, e à final do  Revezamento 4x100 metros livre misto, terminando na 6ª colocação. Ela também terminou em 25º lugar nos 50 m livres, 26º nos 200 m livres, 11º lugar no Revezamento 4 × 100 metros livre feminino, 21º no Revezamento 4 × 100 metros meldey feminino e 16º no Revezamento 4 × 100 metros medley misto.  Ela deixou o Brasil após o Campeonato Mundial de Fukuoka para começar a estudar e treinar na Universidade de Michigan.
Os Jogos Pan-Americanos de 2023, realizados em Santiago, Chile, motivaram mais uma vez a nadadora mais jovem da seleção brasileira de natação. Foram cinco medalhas conquistadas, incluindo uma prata nos 100m livre, onde foi derrotada apenas pela medalhista olímpica Maggie Mac Neil, e um ouro no revezamento 4x100m livre misto onde ela foi responsável direta pela vitória, fechando o revezamento com split de 53,43, levando quase 1 segundo de diferença para o revezamento dos EUA. Ela também conquistou a prata no revezamento 4x200m livre, onde o Brasil quase quebrou o recorde sul-americano, perdendo por pouco para os EUA, e o bronze nos revezamentos 4x100m livre e 4x100m medley misto.
No Campeonato Mundial de Esportes Aquáticos de 2024, Balduccini conseguiu entrar pela primeira vez em uma final de Campeonato Mundial, nos 100 m livres. Ela se classificou com o tempo de 54s07, seu recorde pessoal, quase quebrando o recorde sul-americano. Foi a primeira vez que uma brasileira se classificou para a final desta prova no Mundial. Na final dos 100m livres, Balduccini voltou a bater o seu recorde pessoal, agora com 54s05, terminando num histórico 6º lugar. No Revezamento 4×200 metros livre, a equipe composta por Balduccini, Maria Fernanda Costa, Aline Rodrigues e Gabrielle Roncatto obteve um resultado histórico, alcançando o 4º lugar, melhor colocação do Brasil nesta prova no Mundial, destruindo o recorde sul-americano com a marca de 7m52s71. O quarteto formado por Balduccini, Costa, Rodrigues e Ana Carolina Vieira também terminou em 6º lugar no Revezamento 4x100 metros livre, igualando o melhor resultado do Brasil em campeonatos mundiais nesta prova.

### Jogos Olímpicos de 2024
Nos Jogos Olímpicos de 2024 em Paris, participando no revezamento 4x200m livre feminino, se classificou para a final, terminando em 7º lugar.

### 2024-28
No Troféu José Finkel, disputado em piscina curta, em agosto de 2024, ela bateu o recorde sul-americano em piscina curta (25m) dos 100m medley (1m00s15).
No Troféu Maria Lenk de abril de 2025, ela bateu o recorde sul-americano dos 100m livres com a marca de 53s87. Ela também venceu os 200m livres com o tempo de 1m56s43, abaixando bastante seu recorde pessoal e chegando perto do recorde sul-americano de Maria Fernanda Costa. 

## Melhores resultados pessoais
- Atualizado até 23 de abril de 2025

| Prova      | Tempo   | Competição                   | Data                  | Nota(s)               |
| ---------- | ------- | ---------------------------- | --------------------- | --------------------- |
| 50m livre  | 25s25   | Jogos Pan-Americanos de 2023 | 24 de outubro de 2023 |                       |
| 100m livre | 53s87   | Troféu Maria Lenk 2025       | 23 de abril de 2025   | Recorde sul-americano |
| 200m livre | 1m56s43 | Troféu Maria Lenk 2025       | 23 de abril de 2025   |                       |